# Chaud-froid
 (juillet 2017).

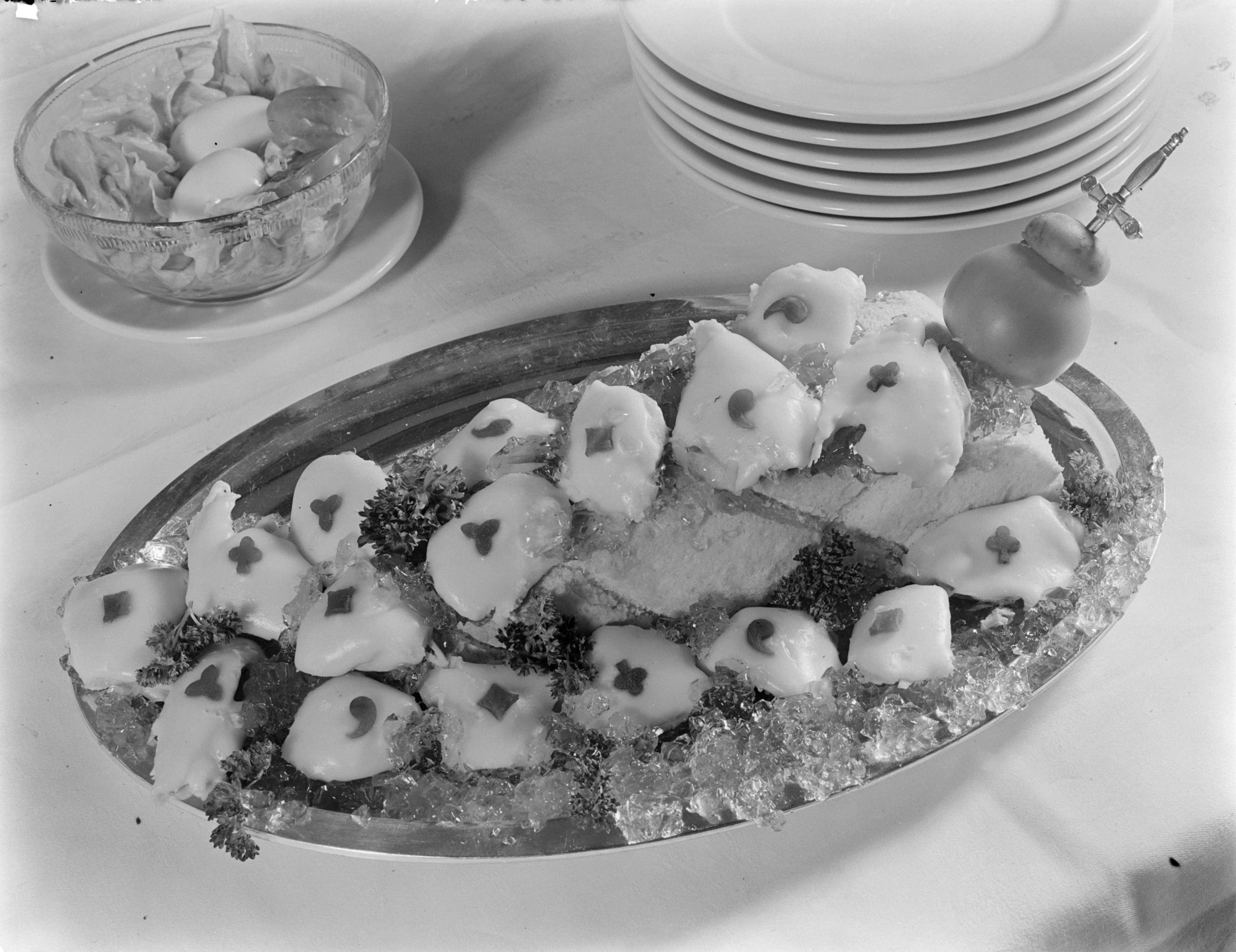
Chaud-froid de poulet.

Un chaud-froid est une préparation culinaire servie froide, préparée à chaud et nappée de sauce chaud-froid. Le chaud-froid est fréquemment proposé dans les buffets et entrées froides.

## Dénomination
La Toque blanche de juin 1926 écrit que la question de l'orthographe de chaud-froid « a fait couler autant d'encre que de sauce » : chaufroix, chaufroid, chaud froid ou chaud-froid? Urbain Dubois écrivait chaufroix (au singulier et au pluriel) sous l'autorité (non sourcée) de Grimod de la Reynière dans sa Néo-Physiologie du Goût. En effet, Louis-Nicolas Bescherelle donne comme étymologie (1845) : « de Chaufroix cuisinier ». Le Dictionnaire général de la cuisine de Cousin de Courchamps (1853) parle d'un certain marquis Angilon de Chaufroix, chef-entremétier des cuisines de Versailles, en 1774. Le baron Brisse (1875) dit avoir un faible pour cette légende. En 1846, La Gazette de France cite des « chaudfroids de poulet » qui affaiblissent l'hypothèse d'un Chaufroix versaillais. Jacques Rolland est affirmatif (1883) : ce personnage n'a jamais existé.
Il tient pour vrai que chaud-froid serait dû au maréchal de Luxembourg qui un soir de 1759 avait quitté sa table sur convocation du roi et mangea froids sa fricassée de poulet et son salmis de perdreau, à son retour tardif, directement du garde-manger. Il les trouve parfaits et demande plus tard qu'on lui serve la même chose. Le cuisinier les baptise « fricassée de poulet refroidie », le Maréchal inventa chaud-froid de poulet, expression « qui a fait le tour du monde » écrit Rolland. Cette orthographe est utilisée par Carême (salmi chaud-froid), Brillat-Savarin (perdreaux rouge chaud-froid) et Jules Gouffé,. Tour du monde long et discret puisqu'aucune trace du mot chaud-froid n'existe avant 1815 ; chez Carême avec parmi les entrées froides un « salmi chaud-froid de perdreaux aux truffes à la gelée » et plus loin « […] Les croustades de pain se garnissent d’une blanquette de volaille aux truffes, chaud-froid, ou d’une escalope chaud-froid, de filets de levreaux liés au sang , de mauviettes et autre gibier ».
À lire Carême on comprend la dimension esthétique d'un plat chaud-froid, décoré avec goût, brillant, ensemble de valeurs qui correspondent bien au service à la française triomphant au début du XIXe siècle.

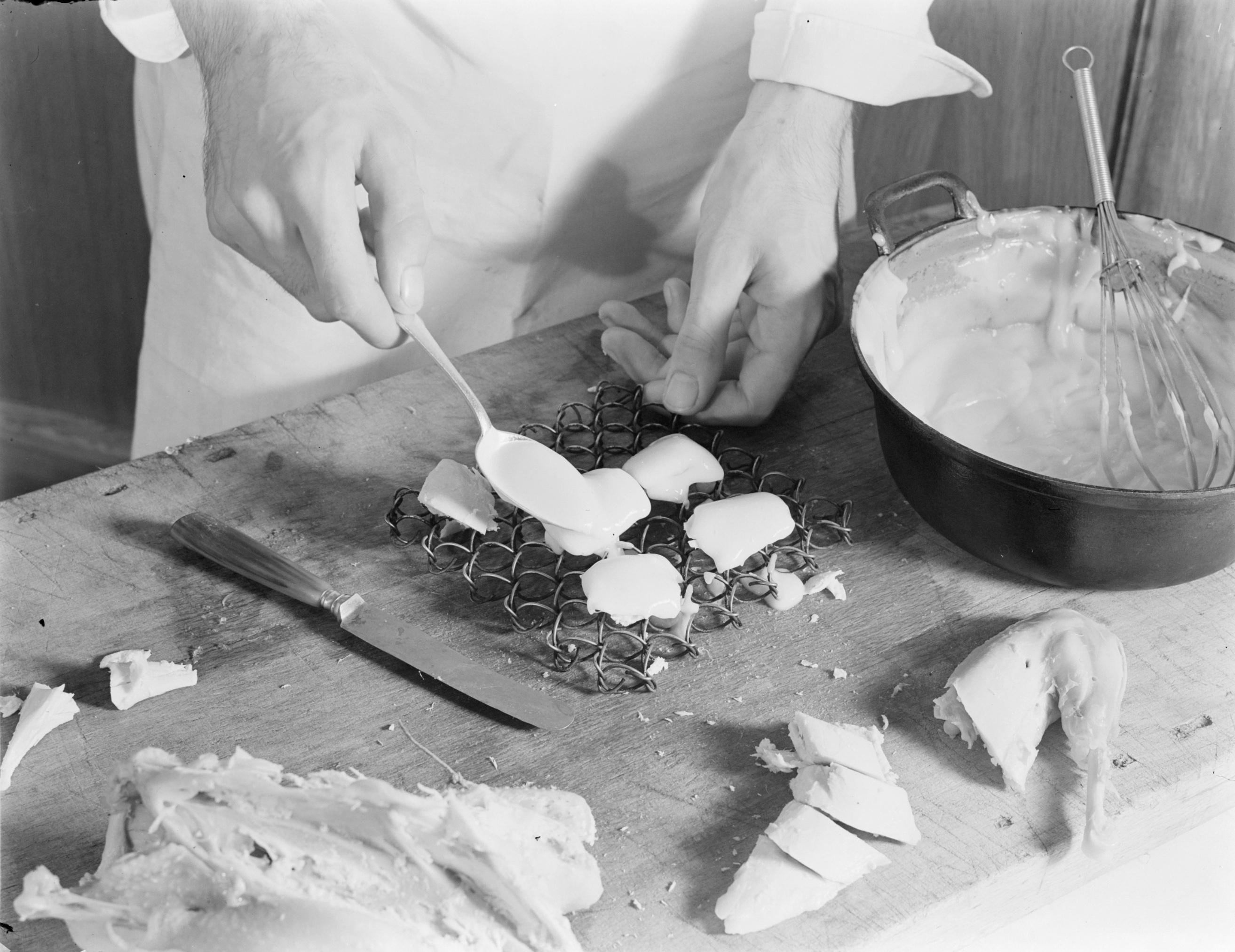
Nappage des suprêmes à la sauce chaud-froid.

## Sauces chaud-froid
On parlait alors de « fricassée de poulet chaud-froid », la sauce était liée à la gelée (ou aspic) dont on nappe le poulet dès qu'elle commence à prendre. Puis de « chaud-froid de perdreau » (le chaud-froid se fait de la même façon pour le poulet, les perdreaux, bécasses, faisans, grives, sarcelles, lapereaux de garenne et des levrauts). Les sauces chaud-froid apparaissent chez Urbain Dubois en 1856 (qui écrit chaudfroix) : chaud-froid brune, la sauce chaud-froid blonde, la sauce chaud-froid au sang, la sauce chaud-froid à la Russe ; à l'essence de champignons, à la purée de volaille et de gibier, aux truffes, à la judéenne (velouté, câpres, anchois), à la purée de tomates, à la pêcheuse (beurre d'écrevisses, cuisson d'huitres), à la circasienne (estragon, cerfeuil, pimprenelle, ciboulette, anchois, câpres et cornichons). Le Baron Brisse ajoute la sauce chaud-froid à la purée d'artichaut, à la ravigote.

### Sauce à la gelée et à la crème
La sauce chaud-froid a pour base un velouté (de fond blanc de volaille, de fumet de poisson) bien crémé et lié avec de la gélatine ou de la gelée chaude. Cette sauce nappe le chaud-froid, puis fige en refroidissant. La sauce chaud-froid chaude ou tiède doit être épaisse et « quitter difficilement la cuillère » afin de bien masquer la pièce à « un beau fini est lisse et brillant, du plus bel éclat possible », écrit Carême. La sauce chaud-froid est claire, ivoire à blanche, une couche finale de gelée lui donne un vernis brillant. 
On parle de chaud-froiter pour désigner l'ensemble des opérations qui vont de la fabrication de la sauce à la décoration finale du chaud-froid. 

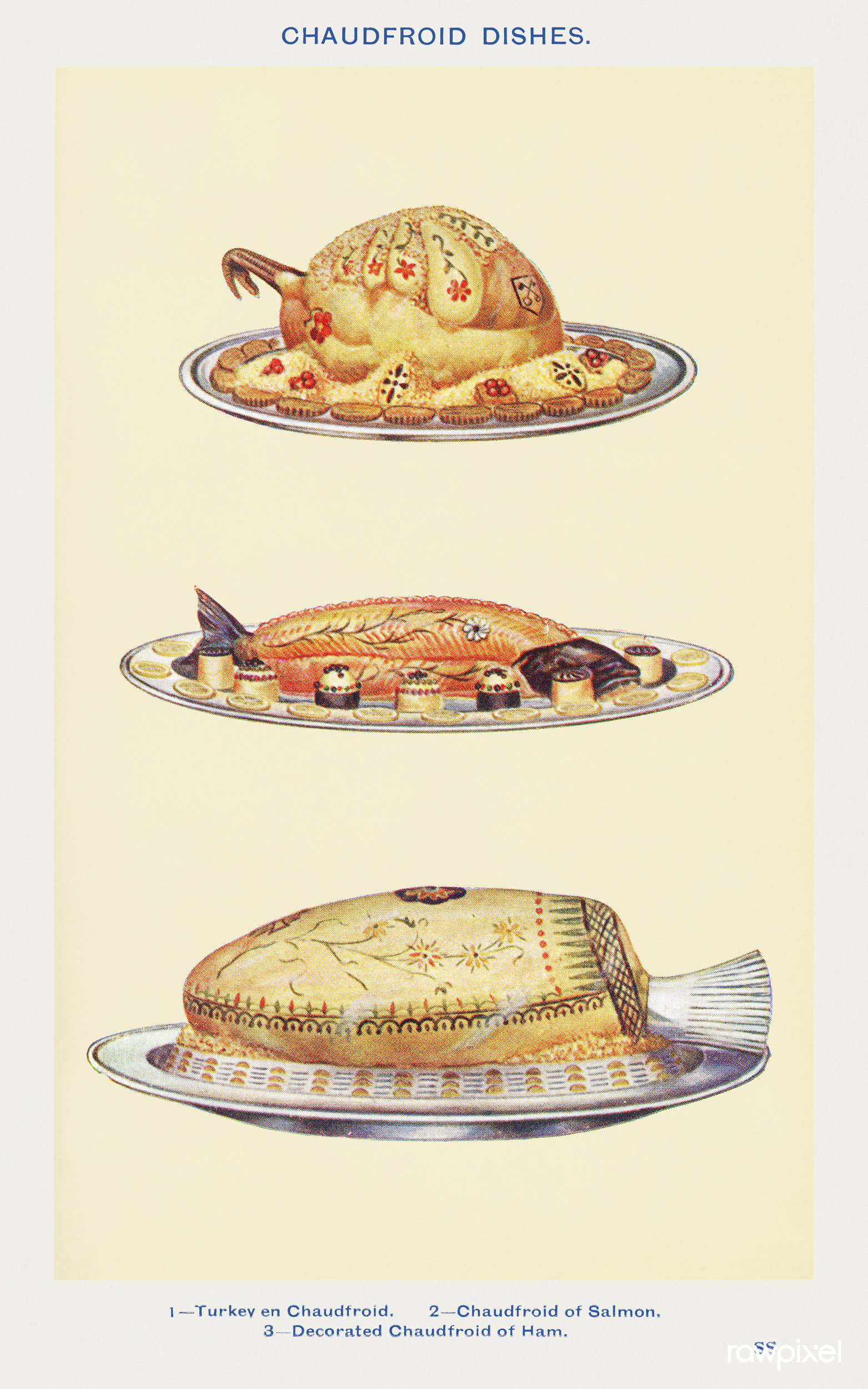
Beeton Cookery Book, dinde et poisson chaud-froid, 1923.

## Autre définition
Alexandre Dumas cite une recette du poète et cuisinier J. Rouyer qui donne le nom de « chaudfroid » à une fricassée de poulet, liée au jaune d'œuf et citron, et glissée dans un pain rond préalablement vidé de sa mie ; le mets est laissé à refroidir avant d'être emballé, ce qui laisse le pain croustillant.

## Recette célèbre
Le chaud-froid Jeannette est l'une des célèbres recettes d'Auguste Escoffier. Il créa ce mets à la mémoire de la Jeannette, un navire d'exploration surpris en 1881 par les glaces de l'Arctique, et dont tout l'équipage, à l'exception de deux hommes, perdit la vie.